# Iliá Tsimbalar
Ilia Vladimírovich Tsimbalar (Odesa, 17 de junio de 1969 - ibídem, 28 de diciembre de 2013) fue un futbolista ruso de origen ucraniano que se desempeñaba como centrocampista. Tras su retirada, fue vicepresidente del Anzhi Majachkalá y también ejerció como entrenador asistente. Murió el 28 de diciembre de 2013 a los 44 años a causa de problemas cardiacos.

## Clubes

### Como jugador
| Club                   | País            | Año         | Partidos | Goles |
| FC Chornomorets Odessa | Unión Soviética | 1986        | 0        | 0     |
| FC SKA Odesa           | Unión Soviética | 1987 - 1989 | 83       | 13    |
| FC Chornomorets Odessa | Unión Soviética | 1989 - 1993 | 100      | 14    |
| FC Spartak Moscú       | Rusia           | 1993 - 1999 | 146      | 42    |
| FC Lokomotiv Moscú     | Rusia           | 2000        | 10       | 0     |
| FC Anzhi Majachkalá    | Rusia           | 2001 - 2002 | 16       | 1     |

### Como entrenador
| Club                   | País  | Año         |
| ---------------------- | ----- | ----------- |
| FK Jimki               | Rusia | 2004        |
| FC Spartak-MZhK Ryazan | Rusia | 2006 - 2008 |
| FC Nizhni Nóvgorod     | Rusia | 2008 - 2009 |

## Palmarés
FC Chornomorets Odesa
- Copa de la Federación Soviética: 1990
- Copa de Ucrania: 1992

FC Spartak Moscú
- Liga Premier de Rusia: 1992-93, 1993-94, 1995-96, 1996-97, 1997-98, 1998-99
- Copa de Rusia: 1994, 1998

FC Lokomotiv Moscú
- Copa de Rusia: 2000